# Cordilura zetterstedti
Cordilura zetterstedti är en tvåvingeart som först beskrevs av Gimmerthal 1846.  Cordilura zetterstedti ingår i släktet Cordilura och familjen kolvflugor.
Artens utbredningsområde är Lettland. Inga underarter finns listade i Catalogue of Life.